# Yume Dake Miteru
Singles de CoCo
Muteki no Only You
(1991) Dakara Namida to Yobanaide
(1992)
 Yume Dake Miteru  (夢だけ見てる, ou Yumedake Miteru) est le 8e single du groupe de J-pop CoCo, sorti fin 1991.

## Présentation
Le single sort le 4 décembre 1991 au Japon sous le label Pony Canyon, aux formats mini-CD single de 8 cm et K7, quatre mois après le précédent single du groupe, Muteki no Only You. Il atteint la 7e place du classement de l'Oricon et reste classé pendant sept semaines.
Le single contient deux chansons, ainsi que pour la première fois leurs deux versions instrumentales. Les deux chansons figureront sur l'album Share qui sortira quatre mois plus tard, la chanson-titre étant cependant remaniée pour l'album.
La version originale du titre figurera finalement sur la compilation Singles de 1994, ainsi que sur la plupart des compilations ultérieures du groupe, dont My Kore! Kushon CoCo Best, Straight + Single Collection, et My Kore! Lite Series CoCo. Les deux chansons du single seront également présentes sur la compilation CoCo Uta no Daihyakka Sono 1 de 2008.

## Liste des titres
| 1. | Yume Dake Miteru (夢だけ見てる)                                   | Sayoko Morimoto / Noriyuki Asakura | 5:21 |
| 2. | Onegai Hold Me Tight (お願いHOLD ME TIGHT)                        | Yukari Izumi / Takashi Tsushimi    | 3:58 |
| 3. | Yume Dake Miteru (Original Karaoke) (...オリジナル・カラオケ)     | (instrumental) / Noriyuki Asakura  | 5:21 |
| 4. | Onegai Hold Me Tight (Original Karaoke) (...オリジナル・カラオケ) | (instrumental) / Takashi Tsushimi  | 3:58 |

(Les arrangements sont de Tomoji Sogawa)